# Гарсия, Марк
Марк Гарсия Реном (кат. Marc García Renom; 21 марта 1988, Андорра-ла-Велья, Андорра) — андоррский футболист, полузащитник клуба «Энгордань» и национальной сборной Андорры. Выступал за юношеские сборные Андорры до 17 и до 19 лет, а также за молодёжную сборную до 21 года.

## Биография

### Клубная карьера
В 2008 году начал карьеру в испанском клубе «Эивисса-Ибиса», выступавшем в низших лигах Испании. В команде также выступал его соотечественник Жозеп Гомес. Следующий сезон провёл в клубе «Фрага». Летом 2010 года перешёл в «Помар», где провёл 27 матчей и забил 1 гол. В сезоне 2011/12 выступал за «Атлетико Монсон», вместе с другими андорцами — Шавьером и Марсио Вьейра. В составе «Атлетико» Гарсия сыграл в 29 встречах.
В 2012 году играл за клуб «Вик», где провёл всего 4 игры. Команда выступала в 5 группе испанской Терсеры и по итогам сезона покинула турнир. В июне 2013 года Гарсия стал игроком «Льягостеры», выступавшей в Сегунде Б. В связи с возникшими финансовыми проблемами у клуба, игрок был отдан в аренду в «Паламос». В стане команды, в 5 группе Терсеры провёл 4 встречи.
В октябре 2013 года перешёл в другой клуб Терсеры, в «Серданьола-дель-Вальес», где сыграл в 24 матчах. В августе 2014 года Гарсия стал игроком команды «Руби» из Терсеры. С 2016 года является игроком «Манльеу».

### Карьера в сборной
Выступал за юношескую сборную Андорры до 17 лет и провёл 6 матчей в турнирах УЕФА. За сборную до 19 лет сыграл 3 игры. С 2009 года по 2010 год провёл 10 поединков за молодёжную сборную Андорры до 21 года.
29 мая 2010 года дебютировал в составе национальной сборной Андорры в товарищеском матче с Исландии (0:4), главный тренер Кольдо выпустил Гарсю на 52 минуте вместо Жорди Рубьо, однако на 81 минуте Марк уступил место на поле Алешандре Мартинесу. В квалификации на чемпионат Европы 2012 провёл 1 матч. В квалификации на чемпионат мира 2014 Гарсия сыграл во всех 10 встречах.
Всего за сборную Андорры провёл 33 матча.